# Ignacio Gallo Mezo
Ignacio Gallo Mezo (Erandio 1951) es un cirujano cardiovascular  que impulsó el desarrollo de la especialidad en España. 
Fue el primer cirujano cardiovascular que realizó una cardiomioplastia en España y  creó  servicios de cirugía cardiovascular y hemodinámica  en varias ciudades españolas como San Sebastián, Vitoria, Burgos y Logroño.

## Biografía y trayectoria profesional
Nació en Erandio, provincia de Vizcaya (España). 
Finalizó la licenciatura de Medicina en la Universidad de Valladolid en 1974 con la calificación de sobresaliente.
Realizó la especialidad de cirugía cardiovascular como  médico residente  en el  Hospital “Marqués de Valdecilla” de Santander.  En 1978 obtuvo la plaza por oposición de médico adjunto de cirugía cardiovascular en el hospital nacional Marqués de Valdecilla de Santander.
En 1979 obtuvo el grado de doctor en medicina y cirugía con la calificación de sobresaliente cum laude en la Universidad de Santander.
En 1981 completó su formación en el Albert Einstein College of Medicine de Nueva York (USA).
Entre 1975 y 1986 fue profesor colaborador de la cátedra de patología quirúrgica de la facultad de medicina de Santander. 
En 1987 creó el servicio de hemodinámica y cirugía cardiovascular en la Policlínica Guipúzcoa de San Sebastián siendo su primer jefe de servicio.
Extendió su amplia labor clínica creando varios centros de hemodinámica y cirugía cardiovascular en Vitoria (2003); Burgos (2004) y La Rioja (2007)

## Labores de investigación y publicaciones
Entre  1975 y 1987 realizó la labor investigadora a nivel clínico y experimental en el Hospital Nacional “Marqués de Valdecilla” de Santander, Facultad de Medicina de Cantabria (Departamento de Cirugía Experimental) y Albert Einstein College of Medicine de Nueva York (USA).
Desde 1988 hasta 2002 realizó esta labor en la Unidad de Hemodinámica y Cirugía Cardiovascular de Policlínica Guipúzcoa de San Sebastián.
En 2004, en colaboración con los doctores Eduardo Anitua y Mikel Sánchez, montaron un laboratorio experimental en Vitoria para investigar con Factores de Crecimiento aplicados a nuestras respectivas especialidades.
Perteneció al comité editorial de varias revistas de la especialidad y participó en múltiples conferencias y mesas redondas a lo largo de su carrera profesional.
Publicó 117 comunicaciones a congresos, realizó 97 publicaciones en revistas especializadas y escribió 13 capítulos en libros de la especialidad.
Participó en cuatro patentes y modelos de utilidad.
Compartió gran parte de su carrera con el cardiólogo especialista en hemodinámica José Luis Martínez de Ubago.

## Distinciones
Obtuvo diferentes distinciones siendo las más destacadas:
- "Premio Cirugía".  Otorgado en 1979 por la Real Academia de Medicina y Cirugía de Murcia.
- Premio Tesis Doctoral. Otorgado en 1980 por el Ilustre Colegio Oficial de Médicos de Santander.
- Premio F. Vidal-Barraquer Marfá. Otorgado en 1980 por la Sociedad Catalana de Angiología y Cirugía Vascular. Real Academia de Ciencias Médicas de Cataluña y Baleares.
- Premio Intermedics. Otorgado en 1986 por  la Sociedad de Cardiocirujanos.